# 藥師寺涼子怪奇事件簿
《藥師寺涼子怪奇事件簿》是日本小說家田中芳樹的系列小說，由垣野內成美負責插畫及漫畫版作畫，並改編成同名電視動畫。

## 故事簡介
故事主人公是全警視廳最不幸的Non-career警部補泉田準一郎，在上級的一紙命令下被配屬在全警視廳的頭號問題人物連吸血鬼也怕的「驅魔娘娘」藥師寺涼子底下。在天下無敵的涼子面前一切的怪奇事件都迎刃而解，情節就在主人公旁白的抱怨觀點下展開。

## 人物介紹
藥師寺涼子（聲優：川上倫子（廣播劇CD）、生天目仁美（電視動畫））
亞洲最大保全公司JACES的天才美女千金。以征服日本警界為目標和濫用警察特權的自由而以國家公務員考試進入警視廳任職，職位是警視廳刑事部參事官，階級是警視。
她喜歡穿著高跟鞋跟迷你裙。對於性騷擾不論是不是上司一律嚴厲的肅正，高跟鞋踢胯下百發百中。此外還具有穿著高跟鞋追上犯人的本事，掌握日本警政界數不清的醜聞證據，這些黑函材料讓涼子無往不利。
少數的弱點是不會做料理。跟室町由紀子是大學以來的死對頭，看到犯罪就像看到老鼠的貓，對於奇怪案件的調查總是堅持先手必勝。對泉田有好感。
泉田準一郎（聲優：井上和彥（廣播劇CD）、木內秀信（電視動畫））
自稱警視廳最不幸的Non-Career，藥師寺的直屬部下。正式職稱為警視廳刑事部參事官貼身護衛，階級是警部補。有著「部下A」、「忠臣」、「奴隸」、「家畜」、「配角」、「侍從」、「椅子」、「口譯」等稱號的男人。戰鬥力強，是個推理迷。因為喜歡推理小說而成為警察，個人極度後悔中。抱怨前女友減肥而分手，現時為獨身狀態。涼子和由紀子都對其抱有好感，然而本人似乎沒有絲毫的自覺，對女性和愛情極度遲鈍。標準的口嫌體正直，雖然總是在內心抱怨，但還是一直陪在涼子身邊。
室町由紀子（聲優：淵崎有里子（廣播劇CD）、桑島法子（電視動畫））
前警視總監（在任那段時期被稱為室町幕府）的么女。因父親無子而以國家公務員考試踏入警界繼承父志。留長髮戴眼鏡做事一板一眼嚴厲的美女，跟涼子是完全相反的類型。在大學時就成為死對頭，彼此一見面就不客氣的「驅魔娘娘」、「巡迴演員由紀」的對罵。
岸本明（聲優：上田祐司（廣播劇CD）、野島健兒（電視動畫））
年輕的Career警察官僚。是重度的御宅族，極度喜歡緊身衣戰士露兒，一聊起來就眼睛發光滔滔不絕。室町的部下，但在涼子的威迫利誘之下偷偷幫涼子做事，是將來可能成為日本內閣骨幹的全達聯Doller（全日本達拉聯盟）的一員，泉田常用緊身癖（緊身衣戰士癖的簡稱）叫他。
瑪麗安＆露西安（聲優：佐藤聰美（電視動畫）＆（電視動畫））
負責管理涼子名下的巴黎豪宅的年輕女僕們。稱呼涼子為Milady，對涼子是絕對的效忠跟崇拜。黑髮、小麥色肌膚的瑪麗安是武器專家，專精各式武器。栗髮、碧綠色眼睛的露西安是電子機械專家，全世界的電腦網路就跟她的後院一樣。除此之外她們還很會做家事，她們跟貝塚里美是網路上認識的筆友。
貝塚里美（聲優：福圓美里（電視動畫））
階級為巡查，對於香港有特別喜好，取中文化名「呂芳春」。大半的薪水都花在香港旅遊上，精通粵語、電腦跟香港地理（比東京還熟）。
阿部真理夫（聲優：（電視動畫））
有摔角手體型的警察。
野長瀨一馬（聲優：平川大輔（電視動畫））
動畫原創人物，因個人興趣加入JACES，負責照顧涼子起居生活的跟班。對涼子那種能鎮攝萬物的能力非常有興趣，更把涼子處理過的不思議案件詳細紀錄。
真正身份是琉璃子派到涼子身邊的臥底，亦是琉璃子以返魂術製造出來的人。本人對此好像並不知情。
石動琉璃子（聲優：島本須美（電視動畫））
動畫原創人物，身穿和服的美女。與藥師寺涼子過去有段恩怨，左右警視廳芝官廳人稱「芝廳女王」。為日本設施警察實質上的老闆，更有著與以防衛大臣為首的政界關係深厚。
戰爭結束之際，為將日本再次武裝化，而準備創立民間警衛保障公司，並邀藥師寺正基（涼子的祖父）一起參與。但為其所拒，藥師寺正基自行創立了大日本警衛保障（JACES前身），琉璃子因而怨恨藥師寺家族。
身為曾被傳授西行法師還魂術的公家末裔，利用法術創造出涼子的替身。另外，琉璃子也已活了很長一段時間，但容貌與以前相比一點都沒變。
在動畫版中可能與涼子和泉田相關的種種黑幕有所關聯。
泉田真奈（聲優：廣橋涼（電視動畫））
準一郎的姪女，喜歡準一郎，在皮包裡放了許多張他的照片。稱呼準一郎為「小準」

## 用語
- Career

指通過國家考試而成為有國家公務員身份的警察官僚。
- Noncareer

指一般警校畢業或未參與國家考試的普通警察，運氣好的話最後可以升到Career二十年前就直升到的位置。
- 緊身衣戰士露兒

熱門的日本動畫影集。
角色的精品figure是許多二次元控的人生究極意義，不只在日本，連進軍海外也有好成績的作品，就連防衛廳長官也是同好中人。
- 全日本達拉聯盟

簡稱全達聯。
是全日本玩偶愛好者（doller即達拉）的同好社團，社團秘密贊助者是涼子。
- JACES

涼子的祖父建立現由其父負責的跨國多角化經營公司。
以保全業起家是全亞洲最大的保全公司，股票現值不斷攀升，身為股東的涼子資產也跟著攀升。

## 出版書籍
| 集數 | 標題               | 日本     | 日本           | 日本                   | 尖端出版社     | 尖端出版社         |
| 集數 | 標題               | 原出版社 | 發售日期       | ISBN                   | 發售日期       | ISBN / EAN         |
| ---- | ------------------ | -------- | -------------- | ---------------------- | -------------- | ------------------ |
| I    | 摩天樓             | 講談社   | 1996年10月15日 | ISBN 4-06-263346-9     | 2000年5月1日   | ISBN 957-10-2235-7 |
| II   | 東京夜未眠         | 講談社   | 1998年10月5日  | ISBN 4-06-182042-7     | 2000年11月15日 | EAN 4719863041780  |
| III  | 巴黎妖都變         | 光文社   | 2000年1月30日  | ISBN 4-334-07371-9     | 2001年7月30日  | EAN 4719863044156  |
| IV   | 克麗奧佩特拉的葬送 | 講談社   | 2001年12月21日 | ISBN 4-06-182197-0     | 2003年7月10日  | ISBN 957-10-2751-0 |
| V    | 黑蜘蛛島           | 光文社   | 2003年10月31日 | ISBN 4-334-07541-X     | 2004年12月24日 | ISBN 957-10-2947-5 |
| VI   | 夜光曲             | 祥傳社   | 2005年2月20日  | ISBN 4-396-20793-X     | 2005年10月22日 | ISBN 957-10-3118-6 |
| VII  | 霧之訪問者         | 講談社   | 2006年8月24日  | ISBN 4-06-182499-6     |                |                    |
| VIII | 小心水妖之日       | 祥傳社   | 2007年12月12日 | ISBN 978-4-396-20840-0 |                |                    |
| IX   | 魔界的女王陛下     | 講談社   | 2012年6月6日   | ISBN 978-4-06-182811-7 |                |                    |
| X    |                    | 祥傳社   | 2015年9月1日   | ISBN 978-4-396-21024-3 |                |                    |
| XI   |                    | 祥傳社   | 2018年12月20日 | ISBN 978-4-396-21044-1 |                |                    |

### 文庫版
| 標題 | 標題               | 發行日期       | ISBN                   |
| ---- | ------------------ | -------------- | ---------------------- |
| 1    | 魔天樓             | 1996年10月15日 | ISBN 4-06-263346-9     |
| 2    | 東京夜未眠         | 2002年4月15日  | ISBN 4-06-273406-0     |
| 3    | 巴黎妖都變         | 2004年4月15日  | ISBN 4-06-273643-8     |
| 4    | 克麗奧佩特拉的葬送 | 2005年6月15日  | ISBN 4-06-275105-4     |
| 5    | 黑蜘蛛島           | 2007年11月15日 | ISBN 978-4-06-275891-8 |
| 6    | 夜光曲             | 2008年6月13日  | ISBN 978-4-06-276074-4 |
| 7    | 霧之訪問者         | 2009年8月12日  | ISBN 978-4-06-276431-5 |
| 8    | 小心水妖之日       | 2010年12月15日 | ISBN 978-4-06-276821-4 |
| 9    | 魔界的女王陛下     | 2015年3月13日  | ISBN 978-4-06-293056-7 |

### 改編漫畫
| Magazine Z KC | Magazine Z KC            | Magazine Z KC  | Magazine Z KC          |
| 標題          | 標題                     | 發行日期       | ISBN                   |
| ------------- | ------------------------ | -------------- | ---------------------- |
| 1             | 魔天樓                   | 2004年7月23日  | ISBN 4-06-349176-5     |
| 2             | 東京夜未眠（前）         | 2005年1月21日  | ISBN 4-06-349193-5     |
| 3             | 東京夜未眠（後）         | 2005年5月23日  | ISBN 4-06-349203-6     |
| 4             | 巴黎妖都變（前）         | 2005年11月22日 | ISBN 4-06-349225-7     |
| 5             | 巴黎妖都變（後）         | 2006年6月23日  | ISBN 4-06-349240-0     |
| 6             | 克麗奧佩特拉的葬送（前） | 2006年9月22日  | ISBN 4-06-349259-1     |
| 7             | 克麗奧佩特拉的葬送（後） | 2007年2月23日  | ISBN 978-4-06-349272-9 |
| 8             | 黑蜘蛛島（前）           | 2007年8月23日  | ISBN 978-4-06-349301-6 |
| 9             | 黑蜘蛛島（後）           | 2008年1月23日  | ISBN 978-4-06-349328-3 |
| 10            | 夜光曲（前）             | 2008年8月22日  | ISBN 978-4-06-349374-0 |
| 11            | 夜光曲（後）             | 2009年1月23日  | ISBN 978-4-06-349407-5 |
|               | 短篇集「SP」             | 2008年6月17日  | ISBN 978-4-06-349365-8 |
| Afternoon KC  |                          |                |                        |
| 標題          | 標題                     | 發行日期       | ISBN                   |
| 1             | 霧之訪問者（上）         | 2009年9月23日  | ISBN 978-4-06-314599-1 |
| 2             | 霧之訪問者（下）         | 2010年1月22日  | ISBN 978-4-06-310621-3 |
| 3             | 小心水妖之日（上）       | 2010年6月23日  | ISBN 978-4-06-310676-3 |
| 4             | 小心水妖之日（下）       | 2010年11月22日 | ISBN 978-4-06-310712-8 |
|               | 短篇集「SP2」            | 2011年5月23日  | ISBN 978-4-06-310754-8 |
|               | 短篇集「SP3」            | 2011年11月22日 | ISBN 978-4-06-310789-0 |
| 5             | 女王陛下的招財貓         | 2013年1月23日  | ISBN 978-4-06-387865-3 |
| 6             | 魔界的女王陛下（上）     | 2013年5月23日  | ISBN 978-4-06-387889-9 |
| 7             | 魔界的女王陛下（下）     | 2013年11月22日 | ISBN 978-4-06-387940-7 |

## 電視動畫

### 製作團隊
- 原作 - 田中芳樹、垣野内成美
- 監督 - 岩崎太郎
- 系列構成 - 川崎裕之
- 人物設計 - 谷口淳一郎
- 服裝設計 - 佐々木敦子
- 道具設計 - 真樹孝雄
- 美術監督 - 緒續學
- 美術設定 - 金平和茂
- 色彩設計 - 石黑圭
- 攝影監督 - 伊藤邦彦
- 編輯 - 森田清次
- 音樂 - 倖山リオ、KATSU（Angela）
- 音響監督 - 若林和弘
- 錄音 - 佐竹徹也
- 錄音室 - 東京電視台中心
- 效果 - 野口透
- 製作事務 - 檜田久美子
- 設定製作 - 松村樹里亞
- 製作人 - 大月俊倫
- 執行製作人 - 福土多鶴子、石黒竜
- 宣傳擔當 - 增田夏冰
- 助手製作人 - 鳥井理惠
- 動畫製作 - 動畫工房
- 製作工作室 - GANSIS
- 製作 - 女王陛下執務室

### 主題曲
片頭曲
「Theme principal」
作曲・編曲 - 倖山リオ、KATSU（Angela）
片尾曲
「A demain sur la lune」（第1・3話）
「Ryoko2」（第2・6話）
「Songe dune nuit dete」（第4・7・9A・9B・9D話）
「La Vie en rose」（第5話）
「Le combat」（第8・9C話）
作曲・編曲 - 倖山リオ、KATSU（angela）
「Theme principal La chanson d'atsuko」（最終話）
作詞 - atsuko / 作曲・編曲 - 倖山リオ、KATSU（angela）

### 各話列表
| 話數 | 話數       | 原文標題 | 中文標題                              | 劇本                             | 分鏡                             | 演出                             | 作画監督                            | 總作画監督                       |
| ---- | ---------- | -------- | ------------------------------------- | -------------------------------- | -------------------------------- | -------------------------------- | ----------------------------------- | -------------------------------- |
| 1    | FILE 01    |          | 銀座罪惡之塔 前篇                     | 川崎裕之                         | 岩崎太郎                         | 岩崎太郎                         | 谷口淳一郎                          | -                                |
| 2    | FILE 02    |          | 銀座罪惡之塔 後篇                     | 川崎裕之                         | 京田知己                         | 川喬 岩崎太郎                    | 佐佐木敦子                          | 谷口淳一郎                       |
| 3    | FILE 03    |          | 櫻田門事變                            | 川崎裕之                         | 原口浩                           | 原口浩                           | 渡邊一                              | 谷口淳一郎                       |
| 4    | FILE 04    |          | 武藏野堇色刻印                        | 金卷兼一                         | 增井壯一                         | 渡邊正彥                         | 泉廣代                              | 佐佐木敦子                       |
| 5    | FILE 05    |          | 表參道潛伏蟲                          | 四二腳本監房                     | 大塚雅彥                         | 大塚雅彥                         | 田中春香                            | 谷口淳一郎                       |
| 6    | FILE 06    |          | 女僕in霞之關                          | 川崎裕之                         | 阿保孝雄                         | 村田尚樹                         | 松本勝次                            | 佐佐木敦子                       |
| 7    | FILE 07    |          | 沖繩 神之島                           | 四二腳本監房                     | 葛谷直行                         | 井清高                           | 渡邊敦子                            | 谷口淳一郎                       |
| 8    | FILE 08    |          | 多摩川自殺事件                        | 金卷兼一                         | 室谷靖                           | 室谷靖                           | 隼鷹椿名 小野和寬 後藤孝宏 佐藤清光 | 佐佐木敦子                       |
| 9    | FILE 09-A  |          | 芝廳女王                              | 川崎裕之                         | 橘正紀                           | 濱津守                           | 服部憲知 加藤園                     | 谷口淳一郎                       |
| 10   | FILE 09-B  |          | 麻布的陷阱                            | 川崎裕之                         | 古川順康                         | 太田智章                         | 洪錫杓                              | 佐佐木敦子                       |
| 11   | FILE 09-C  |          | 高輪的公主                            | 川崎裕之                         | 佐佐木奈奈子                     | 滿仲勸                           | 吉田隆彥                            | 谷口淳一郎                       |
| 12   | FILE 09-D  |          | 東京 Dead or Love 前篇                | 川崎裕之                         | 名取孝浩                         | 三原武憲                         | 渡邊敦子 張民浩                     | 佐佐木敦子                       |
| 13   | FINAL FILE |          | 東京 Dead or Love 後篇                | 川崎裕之                         | 佐藤龍雄                         | 岩崎太郎                         | 上石惠美 泉廣代 洪錫杓 佐佐木敦子   | 谷口淳一郎                       |
|      | SPECIAL    |          | 怪奇‧十二號星期四 濱町 VOICE＆FICTION | - 監督：藥師寺涼子 - 製作：JACES | - 監督：藥師寺涼子 - 製作：JACES | - 監督：藥師寺涼子 - 製作：JACES | - 監督：藥師寺涼子 - 製作：JACES    | - 監督：藥師寺涼子 - 製作：JACES |

### 播放電視台
日本深夜動畫：下文記載的日本国内播放時間使用日本標準時間（UTC+9）表示。因為部分時間标识會採用30小时制，因此請留意这类超过24:00的时间，其實際播放時間為翌日清晨。
| 電視台       | 播映期間                       | 播映時間          | 所屬聯播網 |
| ------------ | ------------------------------ | ----------------- | ---------- |
| 神奈川電視台 | 2008年7月5日 - 2008年9月27日   | 週六24:30 - 25:00 | 獨立UHF系  |
| 千葉電視台   | 2008年7月6日 - 2008年9月28日   | 週日23:30 - 24:00 | 獨立UHF系  |
| 埼玉電視台   | 2008年7月6日 - 2008年9月28日   | 週日25:00 - 25:30 | 獨立UHF系  |
| SUN電視台    | 2008年7月7日 - 2008年9月29日   | 週一24:00 - 24:30 | 獨立UHF系  |
| TOKYO MX     | 2008年7月7日 - 2008年9月29日   | 週一25:30 - 26:00 | 獨立UHF系  |
| 愛知電視台   | 2008年7月7日 - 2008年9月29日   | 週一26:05 - 26:35 | 東京電視網 |
| 京都放送     | 2008年7月9日 - 2008年10月1日   | 週三25:30 - 26:00 | 獨立UHF系  |
| BS11         | 2008年7月11日 - 2008年10月3日  | 週五24:30 - 25:00 | 衛星電視   |
| Kids Station | 2008年7月23日 - 2008年10月15日 | 週三24:00 - 24:30 | 收費電視   |

## 原聲帶
- BGM集CD Vol.1「Le recueil des faits improbables de Ryoko Yakushiji」（2008年6月4日發售）
- BGM集CD Vol.2「Le recueil des faits improbables de Ryoko Yakushiji 2」（2008年8月6日發售）
- BGM集CD Vol.3「Le recueil des faits improbables de Ryoko Yakushiji 3」（2008年9月10日發售）

※發行公司：KING RECORDS

## 廣播劇CD
- 東京夜未眠 （1999年12月3日發售）
- 摩天樓 （2001年10月31日發售）

※發行公司：愛貝克思

## 外部連結
- 藥師寺涼子怪奇事件簿 動畫版官方網站 （页面存档备份，存于）（Star Child）（日語）
- 藥師寺涼子怪奇事件簿 動畫版官方網站 （页面存档备份，存于）（TOKYO）（日語）